# 出口管制
出口管制是指一個國家通過立法對本國所生產的货物、软件和技术實施出口限制。一般来说，如果一國的出口商要向外國出口受管制商品，必須向所在國政府部门提出申请，政府部门将对出口商品进行评估，并酌情发放或拒绝頒發出口许可证。

## 历史
自从美国独立战争以来，美国一直实行出口管制，尽管现代的出口管制制度可以追溯到1917年美国的《对敌贸易法》（Trading with Enemies Act）和1939年英国的《进出口和海关权力(国防)法》（Export and Customs Power (Defense)）。1940年，美國頒布《美国出口管制法》（Export Control Act），该法旨在限制向日本出口物资。
2020年12月1日，中華人民共和國首部出口管制法正式實施。2021年12月29日，《中国的出口管制》白皮书發佈。這是中国首次发布出口管制的白皮书。